# Lubowsee
Der Lubowsee (auch: Großer Lubowsee) ist ein eiszeitliches Relikt im Gewässersystem des Barnim. Er ist der kleinste der drei Seen an der Briese, die zur Havel entwässert. In einer Entfernung von 1,8 km östlich liegt der Rahmersee, durch den ebenfalls die Briese fließt.

## Beschreibung und Lage
Der See besitzt eine fast runde Form mit leichten Einbuchtungen und ist ein ausgewiesenes Angelgewässer (Kennzeichen P14-113). Die mittlere Seetiefe wird mit zirka drei Meter angegeben, aber fast der gesamte Seegrund ist mit Schlamm bedeckt.
Die Ufer sind bis auf das direkt am See stehende Anglerheim auf dem Grundstück des Anglerverein Lubowsee e. V. nicht bebaut. Ein Fußpfad ist der einzige Seezugang, der jedoch meist verschlossen ist. Der Zühlsdorfer Siedlungsbereich Seefeld liegt einige hundert Meter südlich des Lubowsees.

## Fauna und Flora
Der Lubowsee weist einen großen Fischreichtum auf, der unter anderem auf die Pflege durch den Anglerverein zurückzuführen ist. Zu den hier heimischen Fischen gehören Zander, Aale, Barsche, Hechte, 
Brassen, Rotaugen und Rotfedern. Schwäne, Wildenten und Blesshühner bewohnen die Schilfstreifen und leben von den Fischen und Insekten des Sees. In Seenähe wurden unter anderem Eisvögel, Ringelnattern, Moorfrösche und Biber beobachtet.
An den Ufern wachsen überwiegend Erlen, Eschen, auch Buchen und Kiefern, auf dem Boden breitet sich Schwingrasen aus, im seichten Wasser finden sich Schilf und Seerosen. Außerdem sind Rundblättriger Sonnentau, Sumpf-Platterbsen, Sumpf-Callas, Fieberklee und Sumpf-Schwertlilien hier beheimatet.

## Namensgebung und Nutzung

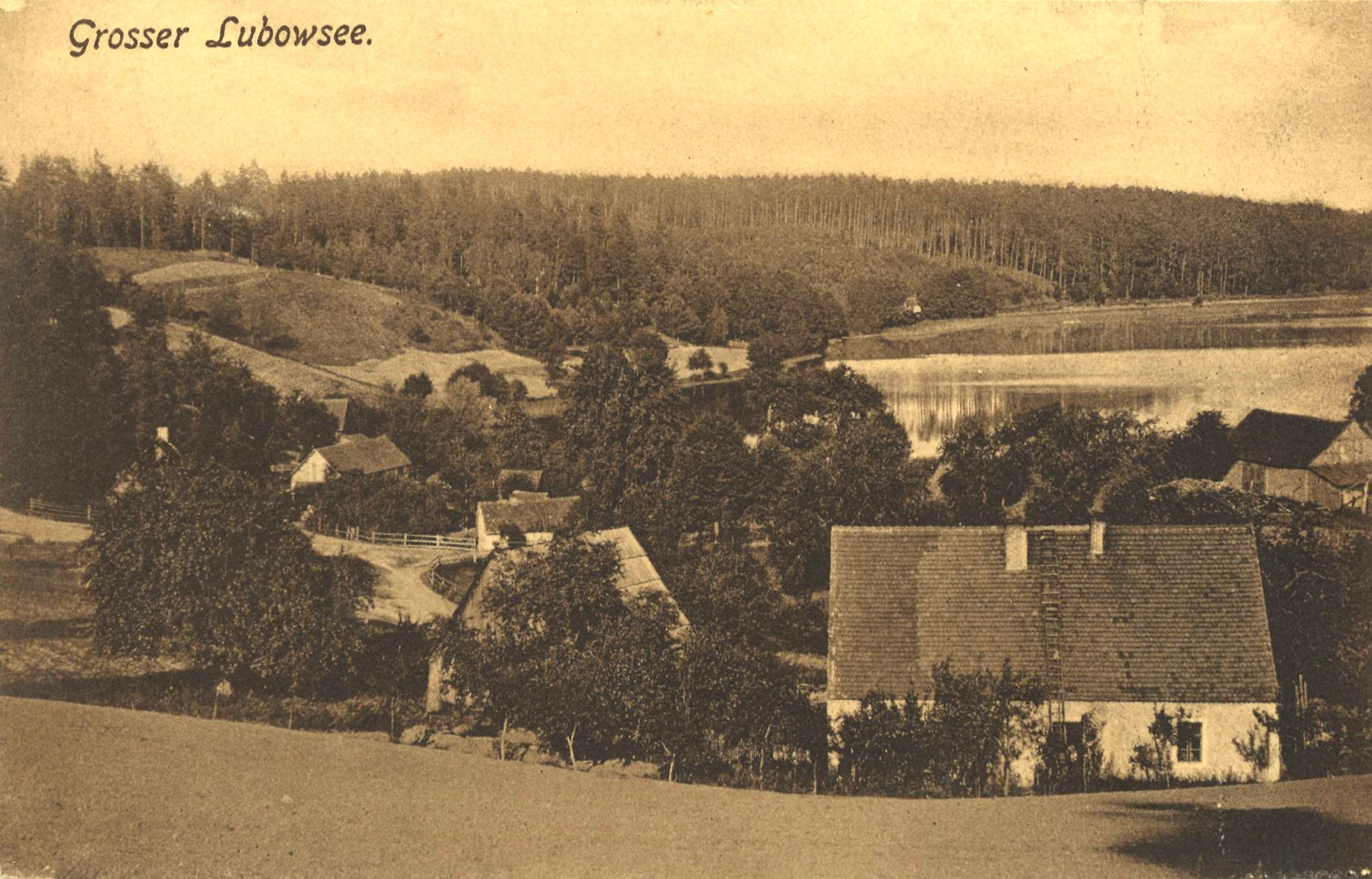
Historische Ansichtskarte des Lubowsees, Jahr 1912

Wie die meisten Orte oder geografischen Objekte in Brandenburg geht der Name auf das Slawische zurück und bedeutet so viel wie Geliebter See (ljuba ist altslawisch und heißt Liebe). Eine alternative Etymologie leitet den Namen vom altpolabischen Wort *lub für 'Borke, Bast' ab.
Am Ufer gibt es keine größeren unbewachsenen Flächen, so dass kein Angel-Ansitz vorhanden ist. Mitgebrachte Boote dürfen nur von vorhandenen festen Stegen zu Wasser gelassen werden. Der ortsansässige Anglerverein Lubowsee e. V. bietet Anglern auch die Möglichkeit, saisonal befristet mit Vereinsbooten auf den See zu fahren, wobei Schonzeiten und ausgewiesene Laichplätze unbedingt eingehalten/beachtet werden müssen.
Der Anglerverein organisiert hier am Lubowsee einmal jährlich einen Angelwettbewerb mit anderen Angelvereinen, vor allem mit dem benachbarten Angelverband aus Wandlitz.
Der See bietet keine Bademöglichkeit und es ist auch nicht zu empfehlen vom Boot aus ins Wasser zu springen. Abgebrochene Steckstangen lauern unter der Wasseroberfläche und es kann zu schweren Verletzungen führen.